# Jeanne Boitel
Pour les articles homonymes, voir Boitel.
Jeanne Marie Andrée Boitel, née le 4 janvier 1904 à Paris (3e) et morte le 7 août 1987 dans la même ville (15e) est une comédienne française.
Véritable star des années 1930, elle refusa de tourner sous l'Occupation et se distingua dans la Résistance.

## Biographie

### Carrière artistique
Passionnée de théâtre — elle est sur les planches dès ses 19 ans — Jeanne Boitel a suivi les cours du conservatoire de Paris dont elle sort en 1924. Après un beau début de carrière comme actrice de théâtre, sa beauté et un joli talent de chanteuse lui valent les avances des réalisateurs de cinéma et elle tourne dès 1931 avec les plus grands noms du cinéma français dans des films dirigés par Viktor Tourjansky, Georges Lacombe puis Jean Renoir. Sa distinction naturelle la destine - et la confine - aux rôles de grande dame raffinée. Elle tourne une trentaine de films dans les années trente. Sous l’Occupation, elle refusa toute compromission avec les Allemands qui contrôlaient tout le cinéma de 1940 à 1944 et elle revint à sa passion originelle pour le théâtre tout en travaillant pour la Résistance.

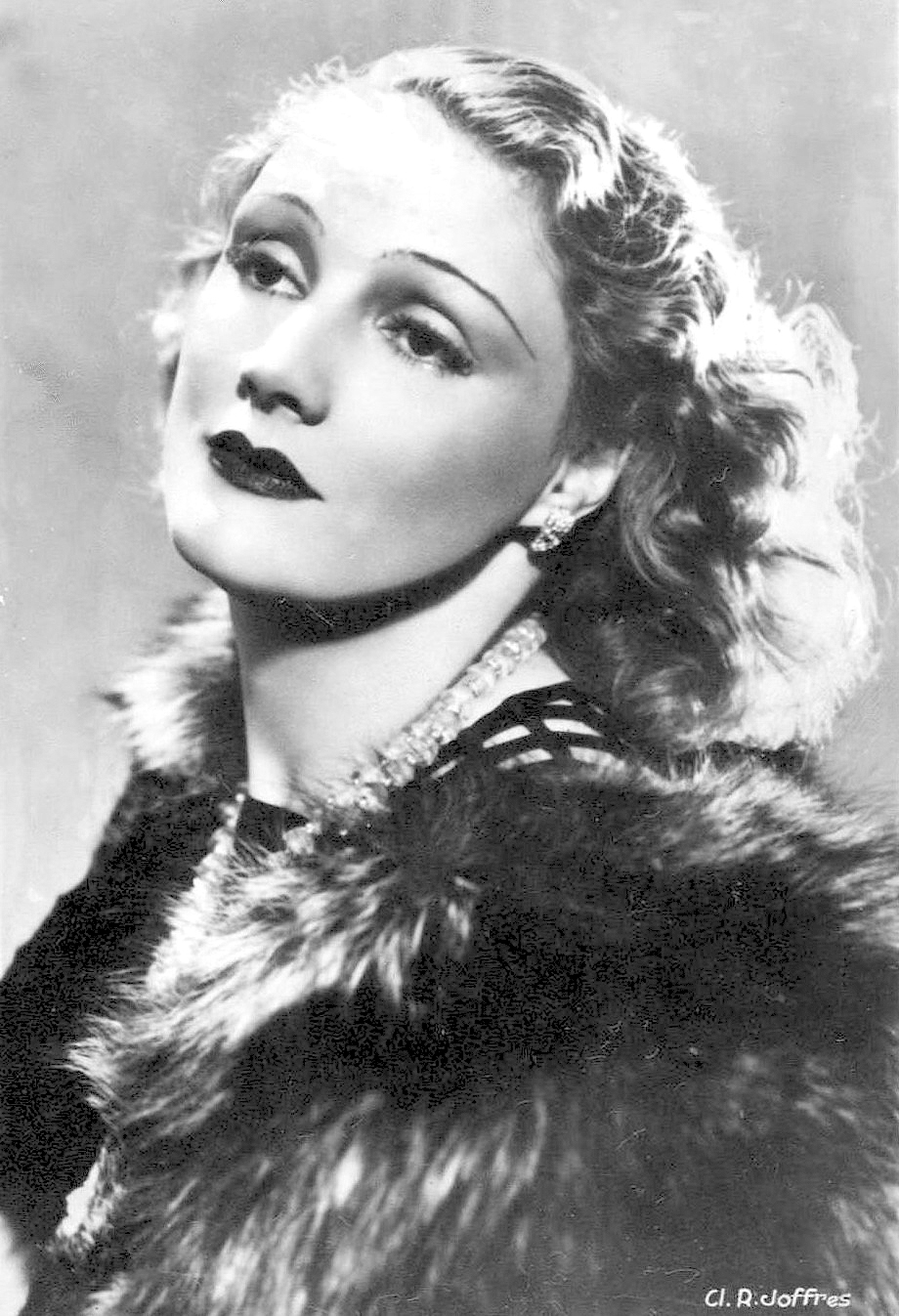
Jeanne Boitel dans les années 1930

C'est au travers de son engagement dans la Résistance qu'elle rencontre Jacques Jaujard, conservateur du Musée du Louvre. Sous le nom de code de « Mozart », elle lui a été envoyée pour inventorier et discuter du sort des œuvres qu’il a dissimulées. Ils tombent amoureux et se marieront après la guerre, après le divorce de Jaujard.
Après la guerre, se considérant trop âgée pour reprendre sa carrière cinématographique là où elle l'avait laissée, elle entra à la Comédie Française et y reste de 1947 à 1966[réf. souhaitée].
Elle revient, modestement, au cinéma en 1954 après que Sacha Guitry, qui l'avait dirigée avant guerre dans Remontons les Champs-Élysées et avait gardé d'elle un souvenir ébloui, l'eut courtisée et finalement convaincue de participer au film Si Versailles m'était conté..., puis à quelques autres. Elle fait ensuite sa dernière apparition à l’écran dans le rôle de Mme Maigret, dans Maigret tend un piège, aux côtés de Jean Gabin. Ce rôle lui apporte une renommée durable puisqu'elle restera longtemps la seule Mme Maigret du cinéma.
Après avoir tourné encore pour la télévision, elle se retire définitivement du cinéma à 70 ans.

### Famille
De sa liaison avec Jacques Jaujard, elle eut un fils, François-Xavier Jaujard (1946-1996), traducteur, éditeur. Veuve depuis 20 ans, elle meurt le 7 août 1987 à 83 ans.
Elle a été présidente de l'Union catholique du théâtre et de la musique.

### Rôle pendant la Résistance
Pendant l'Occupation, Jeanne Boitel est recrutée avec huit autres comédiennes par Henri Rollan (Bach dans la Résistance), professeur au Conservatoire et acteur de renom à la Comédie-Française et à l'Odéon, pour constituer un réseau discret qui, durant toute l'Occupation, assurera l'hébergement parisien et le secrétariat des envoyés de Londres parmi lesquels les plus grandes figures de la Résistance de Jean Moulin, Alexandre Parodi, à Pierre Brossolette ou Gaston Defferre. Elles prenaient leurs rendez-vous et assuraient les reconnaissances avant le passage de ces personnalités pour des réunions ou leur logement. Les neuf « muses » n'ignoraient rien des responsabilités de leurs relations et leur arrestation eût été catastrophique, mais « Bach » et « Mozart » surent rester si discrets qu'on les oublia un peu même après la guerre. Jeanne Boitel aurait choisi le pseudonyme de Mozart, en souvenir du Mozart de Reynaldo Hahn qu’elle avait joué en Amérique du Sud en 1939. Femme d'un grand sang froid, Jeanne Boitel qui transportait tous les jours une serviette bourrée de câbles et de documents, a déclaré : « C’était une volupté de me trouver dans le métro, avec cette serviette, serrée contre les Allemands. »

## Décorations
Son courage lui a valu d'être décorée de la Croix de Guerre, de la Rosette de la Résistance et de la Légion d'Honneur.
- Chevalier de la Légion d'honneur
- Croix de guerre 1939–1945
- Médaille de la Résistance française avec rosette (décret du 17 novembre 1945)

## Filmographie
- 1931 : L’Aiglon de Victor Tourjansky : la Comtesse Camerata
- 1931 : Une nuit à l'hôtel de Léo Mittler
- 1931 : Le Petit Écart de Reinhold Schünzel et Henri Chomette : Jacqueline Heller
- 1931 : Un soir, au front d'Alexandre Ryder : Marie-Hélène Heller
- 1931 : Un coup de téléphone de Georges Lacombe : Germaine
- 1931 : Être vedette (court métrage) d'Émile G. de Meyst
- 1931 : Une fameuse idée (moyen métrage) de René Barberis : Madame Dalesnes
- 1932 : L'Amoureuse Aventure de Wilhelm Thiele : Ève
- 1932 : L'Affaire de la rue Mouffetard [moyen métrage) de Pierre Weill
- 1932 : Chotard et Cie de Jean Renoir : Reine Chottard-Collinet
- 1933 : Ah ! Quelle gare ! de René Guissart : Hélène
- 1932 : Conduisez-moi Madame de Herbert Selpin : Antoinette
- 1932 : Si tu veux d'André Hugon : Maryse
- 1932 : Maurin des Maures de André Hugon : Mme Labarterie
- 1932 : Célérité et Discrétion (court métrage) d'Émile G. de Meyst
- 1933 : Casanova de René Barberis : Anne Roman, baronne de Meilly-Coulonge
- 1933 : Le Grillon du foyer de Robert Boudrioz
- 1933 : Son autre amour de Constant Rémy et Alfred Machard : Hélène
- 1933 : Trois pour cent de Jean Dréville : Christiane Barbouin
- 1934 : Remous d'Edmond T. Gréville : Jeanne de Saint-Clair
- 1934 : Famille nombreuse d'André Hugon : Irène de Grange
- 1935 : Les dieux s'amusent (version fr d'Amphitryon) de Reinhold Schünzel et Albert Valentin : Alcmène
- 1936 : Femmes de Bernard Roland : Irène
- 1936 : Romarin d'André Hugon : Olga
- 1937 : Les Hommes de proie de Willy Rozier : Michelle Korany
- 1938 : Remontons les Champs-Élysées de Sacha Guitry : Madame de Pompadour
- 1938 : Petite Peste de Jean de Limur : Hélène Bertheron
- 1938 : Le Mariage de Véréna de Jacques Daroy : Véréna Rainer
- 1938 : Ceux de demain d'Adelqui Millar : Denise Vernot
- 1939 : Une main a frappé de Gaston Roudès : Simone
- 1941 : Méphisto 41 (court métrage) de René Delacroix
- 1953 : Si Versailles m'était conté... de Sacha Guitry : Madame de Sévigné
- 1954 : Napoléon de Sacha Guitry : Madame de Dino
- 1955 : Si Paris nous était conté de Sacha Guitry : Madame Geoffrin / Sarah Bernhardt
- 1955 : Marie-Antoinette reine de France de Jean Delannoy : Madame Campan
- 1956 : Bonjour jeunesse de Maurice Cam : la mère de Liselette
- 1958 : Maigret tend un piège de Jean Delannoy : Madame Maigret

## Théâtre
- 1924 : Ysabeau de Paul Fort, mise en scène Firmin Gémier, Théâtre de l'Odéon
- 1925 : Faust d'après Goethe, mise en scène Firmin Gémier, Théâtre de l'Odéon
- 1925 : Le Rosaire d'André Bisson, Théâtre de l'Odéon
- 1937 : Le Mari singulier de Luc Durtain, Théâtre de l'Odéon
- 1938 : Le Comédien de et mise en scène Sacha Guitry, Théâtre de la Madeleine
- 1938 : Dostoïevski d'Alexandra Roubé-Jansky, Paris, théâtre des Arts, mise en scène d'André Moreau[11].
- 1943 : La Dame de minuit de Jean de Létraz, mise en scène Denis d'Inès, Théâtre de l'Apollo
- 1945 : L'Aiglon de Edmond Rostand, mise en scène Maurice Lehmann, Théâtre du Châtelet
- 1947 : Ruy Blas, Victor Hugo, mise en scène Pierre Dux, Comédie-Française
- 1952 : Les Nuées d'Aristophane, mise en scène Socrato Carandinos, Comédie-Française
- 1952 : Britannicus de Racine, Comédie-Française, mise en scène, décors et costumes de Jean Marais, rôle d'Albine en alternance avec Louise Conte
- 1952 : Duo de Paul Géraldy, mise en scène Pierre Dux, Comédie-Française
- 1959 : Cyrano de Bergerac d'Edmond Rostand, mise en scène Charles Gantillon, Jean Le Poulain, Théâtre des Célestins
- 1962: La Troupe du Roy, Hommage à Molière, mise en scène Paul-Émile Deiber, Comédie-Française
- 1963 : La Foire aux sentiments de Roger Ferdinand, mise en scène Raymond Gérôme, Comédie-Française